# 関東鉄道潮来営業所
関東鉄道潮来営業所（かんとうてつどういたこえいぎょうしょ）は、茨城県潮来市洲崎にある関東鉄道のバス営業所。営業所略記はITakoのIT。

## 概要
かつては「鹿島営業所」と称し、鹿嶋市にあった鹿島バスターミナル（2009年7月1日廃止）に併設していた。2006年12月8日に潮来市辻304-1に移転し、「潮来営業所」に改称した。営業所所在地は、関鉄観光バス潮来営業センター（現在は閉鎖）と同じであったが、2014年3月25日に現在の場所に移転した。
現在は、おもにJリーグ開催時におけるカシマサッカースタジアムへの観戦客輸送と、東京駅・東京ディズニーリゾート・羽田空港などと、鹿嶋市・神栖市・潮来市を結ぶ高速バスを運行する。路線バスの営業エリアは、茨城県鹿嶋市・潮来市・神栖市、千葉県銚子市である。

## 現行路線

### 路線バス

#### 利根川線
鹿島神宮駅 - 鹿嶋宮中 - 鹿嶋市役所前 - 泉川 - 鹿島宇宙センター - 鹿島製鉄所 - 鹿島セントラルホテル - 神栖市役所 - 池ノ端 - 日川 - 太田 - 寺前 - 矢田部公民館 - 関鉄波崎営業所 - 波崎総合支所 - 銚子駅
- 夜行、高速路線を除いた関鉄バスの一般路線では2番目に距離が長い系統。鹿嶋市内は海側のルートを走り、鹿嶋市役所、鹿島製鉄所を経由する。神栖市内に入り「日川」バス停からは銚子大橋まで利根川沿線のルートを走行する。銚子側は当線の区間便として矢田部公民館発着便、波崎営業所発着便の系統も存在する。かつては銚子駅から先、銚子観音まで行く路線もあったが、2003年に廃止されている。

#### 海岸線
鹿島神宮駅 - 鹿嶋宮中 - 粟生 - 泉川 - 鹿島セントラルホテル - 神栖市役所 - 池ノ端 - 神栖済生会病院 - 知手入口 - 柳川上 - ゆーぽーとはさき - 植松 - 土合ヶ原東電社宅前 - 労災病院 - 舎利 - 銚子駅
- 夜行、高速路線を除いた関鉄バスの一般路線では最も距離が長い。鹿嶋市内は国道124号旧道ルートを走り、「泉川」バス停で一旦上記の利根川線と合流する[1]。神栖市内に入り「池ノ端」バス停で利根川線と分かれた後は東側に向かい「知手入口」バス停からは銚子大橋の手前まで海岸沿いのルートを走行し、一部便は波崎海水浴場を経由する。当線の区間便として銚子側は土合ヶ原東電社宅前発着便が、鹿島神宮側は神栖済生会病院、土合北止まりの区間便も存在する[2]。なお、「知手入口」～「植松」バス停間はフリー乗降区間となっている[3]。かつては銚子駅から先、銚子観音まで行く路線もあったが、2003年に廃止されている。

#### スタジアムシャトルバス（臨時・サッカー試合開催日）
鹿島神宮駅 - 鹿嶋宮中 - 清真学園入口 - カシマサッカースタジアム
- 鹿島アントラーズの主催試合開催日のみの運行。鹿島神宮駅発スタジアム行きは試合開始時刻の6～8時間前から20分前までの間、約30分おきに運行される。
スタジアム発鹿島神宮駅行きは試合終了後約20分後に発車する[5]。スタジアムでのバス発着はスタジアム反対側の卜伝の郷運動公園前となる。

### 広域バス
鹿行広域バス『神宮・あやめ・白帆ライン』

チェリオ・イオン - 小山記念病院 - 鹿島神宮駅 - 鹿島高校東 - 延方駅 - 道の駅いたこ - 水郷潮来バスターミナル - 潮来駅 - 潮来市立図書館前 - ショッピングプラザラ・ラ・ルー - 麻生富田 - 麻生庁舎
- 2019年4月1日運行開始[6]。池田交通と共同運行。これまで運行されていた「神宮・あやめライン」と「白帆・あやめライン」を統合した路線である。

### コミュニティバス
神栖市コミュニティバス

2018年11月1日運行開始。当初は、1系統（平泉-小見川駅ルート）・2系統（息栖神社-知手ルート）のみの運行で、2020年10月末までの実証実験だったが、好評だった為、引き続きの実験運行の延長となった。
その後、2020年10月1日より3系統（鹿島神宮駅-小見川駅ルート）、4系統（知手-下総橘駅ルート）を追加。2021年3月末までの実証実験での延長運行を経て、2021年4月より、本格運行を開始した。
- 1系統 （平泉関下 - 鹿島セントラルホテル - 息栖稲荷 - 小見川駅）
- 2系統 （息栖神社 - 白十字総合病院 - 平泉関下 - 鹿島セントラルホテル - 神栖市役所 - 奥ノ谷公民館 - 神栖済生会病院 - 知手団地入口 - ふれあいセンター湯楽々）
- 3系統 （鹿島神宮駅 - チェリオ・イオン前 - 平泉関下 - 鹿島セントラルホテル - 息栖稲荷 - 小見川駅）
- 4系統 （神栖済生会病院 - うずもコミュニティセンター - 知手南部団地 - 奥ノ谷南 - 利根川水門前 - 下総橘駅）
  - 神栖市での「コミュニティバス」は、以前に、波崎車庫が運行していた「タウンストリーム」以来となり、10年半ぶりの運行復活となった。
  - なお、当初は専用車の新車導入はなく、関東鉄道潮来営業所の一般路線車による運行であったが、2022年3月6日より、市内線で専用のラッピング（ピンク系）を纏ったいすゞ・エルガミオ（2246IT）がコミュニティバス専用車として運行開始された[8]。その後2024年4月からは鹿島神宮駅 - 小見川駅線で専用のラッピング（水色系）を纏ったいすゞ・エルガミオ（2258IT）がコミュニティバス専用車として運行開始された。

### 高速バス
かしま号・ミッドナイトかしま号 （京成バス・ジェイアールバス関東・ジェイアールバステックと共同運行）

（2023年1月現在、特別ダイヤで運行中。ミッドナイトかしま号は、運行休止中。）

【宇宙センター経由】
東京駅（乗車：八重洲南口／降車：日本橋口） ⇔ 水郷潮来バスターミナル - 鹿島セントラルホテル - 鹿島製鉄所 - 鹿島宇宙センター - 鹿嶋市役所 - 鹿島神宮 - 鹿島神宮駅 → カシマサッカースタジアム

【クラブハウス経由】
東京駅（乗車：八重洲南口、降車：日本橋口）⇔ 水郷潮来バスターミナル - 鹿島セントラルホテル - 鹿島製鉄所 - 鹿島アントラーズクラブハウス - 鹿嶋市役所 - 鹿島神宮 - 鹿島神宮駅

【直行便（上りのみ）】
カシマサッカースタジアム → 鹿島神宮駅 → 水郷潮来バスターミナル → 東京駅（日本橋口）

【深夜便（ミッドナイトかしま号・下りのみ）】　
東京駅 → 水郷潮来バスターミナル → 鹿島セントラルホテル → 鹿島製鉄所 → 鹿島宇宙センター → 鹿嶋市役所 → 鹿島神宮 → 鹿島神宮駅
- かしま号は、東京都心と鹿島地区を結ぶ高速バスで、2023年1月時点、東京駅を発着する高速バス路線の中では便数・利用者数が最も多いドル箱路線となっている。鹿島アントラーズ主催試合開催日は臨時便も運用される。

カシマサッカー号 （京成バス・ジェイアールバス関東・ジェイアールバステック・京成トランジットバスと共同運行）

【臨時直行便】
カシマサッカースタジアム → 東京駅（日本橋口）

【座席指定便】
東京駅（乗車：八重洲南口、降車：日本橋口）⇔ カシマサッカースタジアム（スタジアム駅北側駐車場）　
- サッカー号は両便とも臨時便となり、カシマサッカースタジアムでの試合開催日に運行される。[10]

鹿島 - 東京ディズニーリゾート・東京テレポート線
（2023年1月現在、一部便のみ運行。）

東京テレポート駅・東京ディズニーリゾート・海浜幕張駅 ⇔ 水郷潮来バスターミナル - 鹿島セントラルホテル - 鹿島製鉄所 - 鹿島宇宙センター - 鹿嶋市役所 - 鹿島神宮 - 鹿島神宮駅
- 鹿島地区でのバス乗車地・降車地は、「かしま号（宇宙センター経由便）」と同じ停留所となる。
TDR内は「ディズニーシー→ディズニーランド」の順に停車する（両方向とも）。TDRが休園の場合は停車せず、終着の東京テレポート駅へ向かう。
- 鹿島発上り朝2便はTDRの開園時刻に、上り午後の2便はスターライト、アフター6の利用開始時刻にそれぞれ合わせて運行される。
  - 2005年6月4日：運行開始。当初は、京成バスと共同運行だった。
  - 2019年4月27日：全便、座席定員制から座席指定制に変更。乗車前日の19時までに発券の手続きをする必要がある[11]。
  - 2019年7月24日：2階建てバス運行開始[12]。
  - 2021年8月1日：新型コロナウイルス感染症の拡大により全便で運行を休止していたが、一部便（上り・鹿島神宮駅 朝6時台発・昼13時台発、下り・東京テレポート駅 昼12時台発・夕方18時台発）のみ運行を再開した。
  - 2022年12月16日：一部便（上り・鹿島神宮駅 昼13時台発→15時発、下り・東京テレポート駅 夕方18時台→20時台発）の運行時間変更を実施。[13]

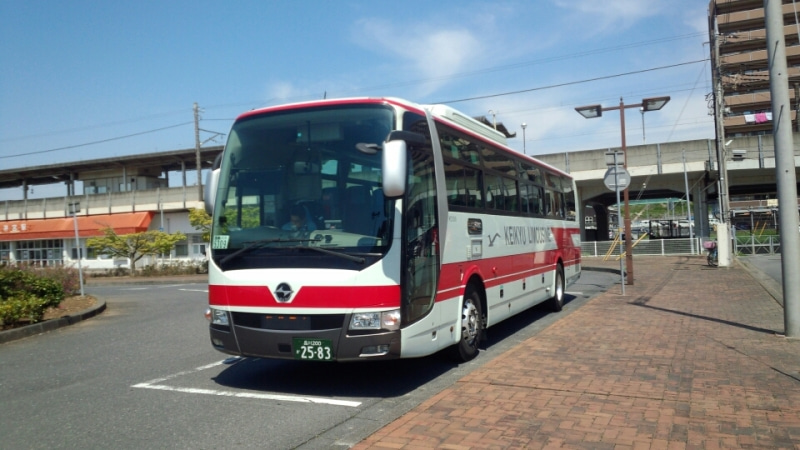
2021年3月まで関鉄と共に運行していた京浜急行バス。

鹿島 - 羽田空港線
（2023年1月現在、全便運行休止中。）

羽田空港 ⇔ 水郷潮来バスターミナル - 鹿島セントラルホテル - 鹿島製鉄所 - 鹿島宇宙センター - 鹿嶋市役所 - 鹿島神宮 - 鹿島神宮駅 
- 鹿島地区でのバス乗車地・降車地は「かしま号（宇宙センター経由便）」と同じ停留所となる。空港内は「（上り）第2ターミナル→第1ターミナル→第3ターミナル、（下り）第3ターミナル→第2ターミナル→第1ターミナル」の順に停車する。
  - 2002年7月18日：京浜急行バスとの共同運行を開始。
  - 2021年3月15日：新型コロナウイルス感染症拡大による利用客減少に伴い、京浜急行バスが運行便から撤退。関東鉄道の単独運行に変更。[14]

## 廃止路線

### 一般路線
- 鹿島バスターミナル - 高天原団地 - 粟生浜 - 住友東門 ※2001年7月15日廃止
- 鹿島バスターミナル - 知手団地 - 東和田 - 鹿島アンモニア前
- 鹿島バスターミナル - 爪木 - 額賀 - 大野村役場前 - 荒井 - 鹿島バスターミナル
- 潮来駅 - 水郷潮来 - 木崎 - 小見川駅 ※2001年7月7日廃止
  - 途中で水郷有料道路を通過する路線。途中の「水郷潮来」バス停は現在の「水郷潮来バスターミナル」とは異なる位置にあった。
- 鹿島神宮駅 - 鹿島バスターミナル - 土合ヶ原鹿石住宅 - 舎利 - 銚子駅 - 銚子観音
- 鹿島バスターミナル - 潮来車庫 - 潮来駅 - 牛堀支所 - 麻生 - なめがた総合病院 - 玉造駅 ※2009年3月31日廃止
  - 鹿島バスターミナルは朝夕のみ乗り入れで、ほとんどの便は潮来車庫発着であった。終点の「玉造駅」で、「かしてつバス」利用で石岡方面行きのバスと接続できた。
- 鹿島神宮駅 - 鹿嶋宮中 - 宇宙通信センター - 高松緑地公園 - サテライトしおさい鹿島 ※2012年3月31日廃止
  - かつての「電波研究所前」行き。2003年のダイヤ改正で高松緑地公園[15] まで延長。その後サテライトしおさい鹿島まで延長された。
- 矢田部公民館 - ゆーぽーとはさき -神栖済生会病院（神栖市社会実験バス）
  - 2016年12月1日運行開始[16]。本格運行に至らず2017年9月30日運行終了。
- チェリオ・イオン - 小山記念病院 - 鹿島神宮駅 - 道の駅いたこ - 水郷潮来バスターミナル - 潮来駅 - 津知 - 延方駅 - 鹿島神宮駅 - 小山記念病院 - チェリオ・イオン（鹿行広域バス　神宮・あやめライン）
  - 2017年8月8日運行開始[17]。池田交通と共同運行。関東鉄道担当便は右回り（鹿島神宮駅→道の駅いたこ→潮来駅→潮来市役所→延方駅→鹿島神宮駅）ルート。※2019年3月31日に白帆・あやめラインとの路線統合により、廃止。
- 延方駅 - 道の駅いたこ - 水郷潮来バスターミナル - 潮来駅 - 大塚野入口 - 潮来市立図書館前 - ショッピングプラザラ・ラ・ルー - 麻生富田 - 麻生庁舎 （鹿行広域バス　白帆・あやめライン）
  - 2018年1月12日運行開始[18]。潮来駅 - 麻生庁舎間はかつて当所で2009年3月まで運行されていた玉造駅 - 潮来車庫線とほぼ同じルートを走行する。 ※2019年3月31日に神宮・あやめラインとの路線統合により、廃止。

### 高速路線
- 鹿島神宮駅 - 鹿島バスターミナル - 水郷潮来 - 成田空港（エアポートライナーＮＩＫＫ’Ｓ）
  - 2002FIFAワールドカップに備えて2002年3月20日に開業したものの、利用客が伸びなかったため2003年1月15日廃止。

## 所属車両
路線車については「茨」ナンバー時代は日野車が大半であったが、「水戸」ナンバーになってからはいすゞ車が大半を占めるようになった。
2001年に一部路線が関鉄メロンバス（現・鉾田車庫）に移管したのに伴い、5両程度が鉾田へ移動。その後2004年の減便で3両が水戸営業所へ、1両がつくば中央営業所へ転出している。
他事業者からの移籍車は、以前千葉海浜交通からの日野3扉車が1両と、京阪バスからの1両が在籍していたが、塩害等の影響で早期に廃車となり、それらの置き換えで県南地区からの余剰車が転入している。京成バスからの移籍車は在籍していない。
高速車は「かしま号」などを受け持つ関係で在籍数は多い。「つくば号」の減便に伴い、つくば中央営業所からも転入している。前述のサッカー開催日など運行台数が多くなる日は他営業所からの応援も入る。

2019年7月より、東京テレポート駅 - 鹿島神宮駅間の路線に、スカニア・インターシティDDが導入される。この車輌のみ、関東鉄道バスでは珍しい希望ナンバーでの登録となっている。

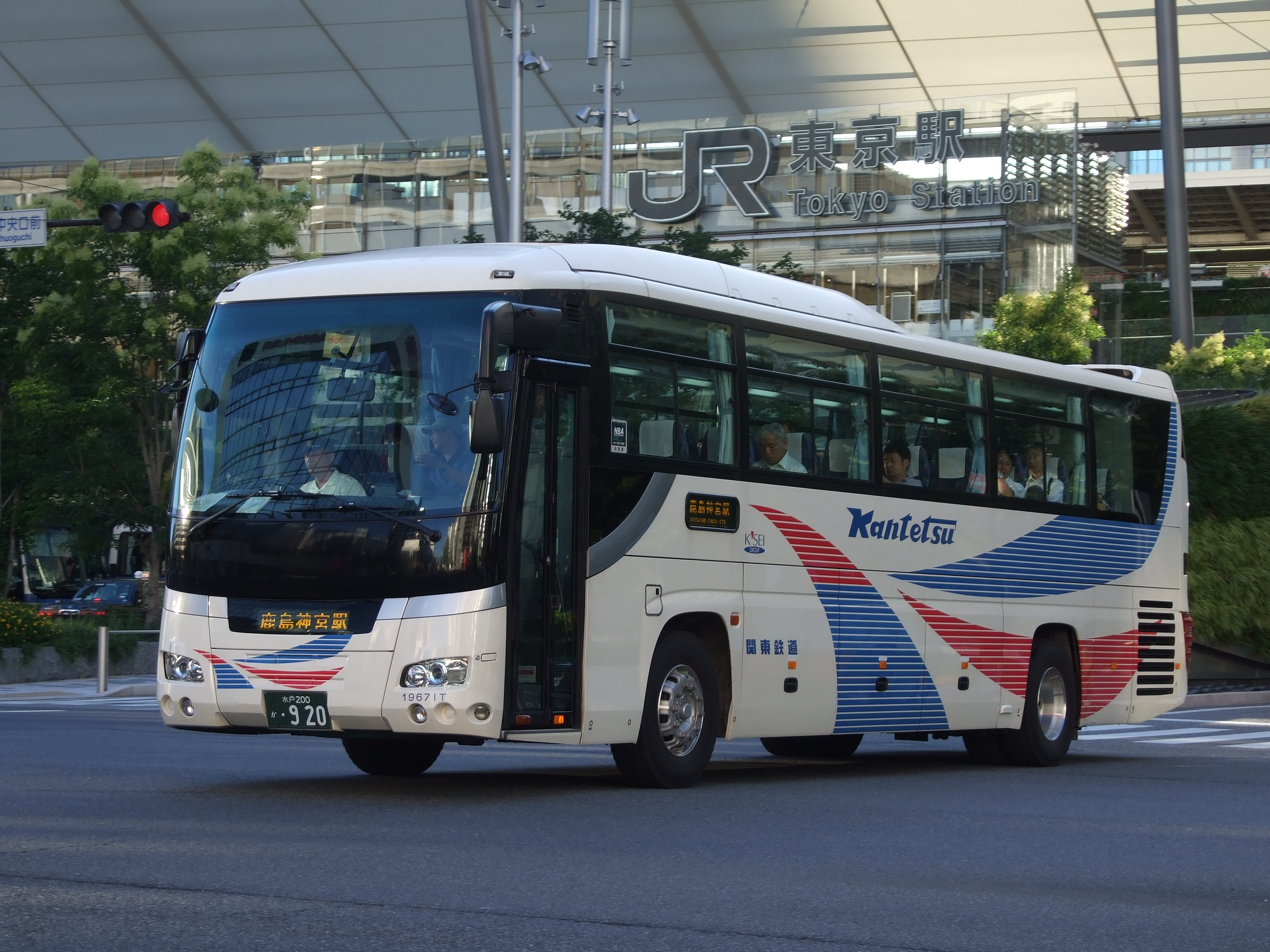
かしま号などで運用される高速車 （2代目ガーラ・京成色）
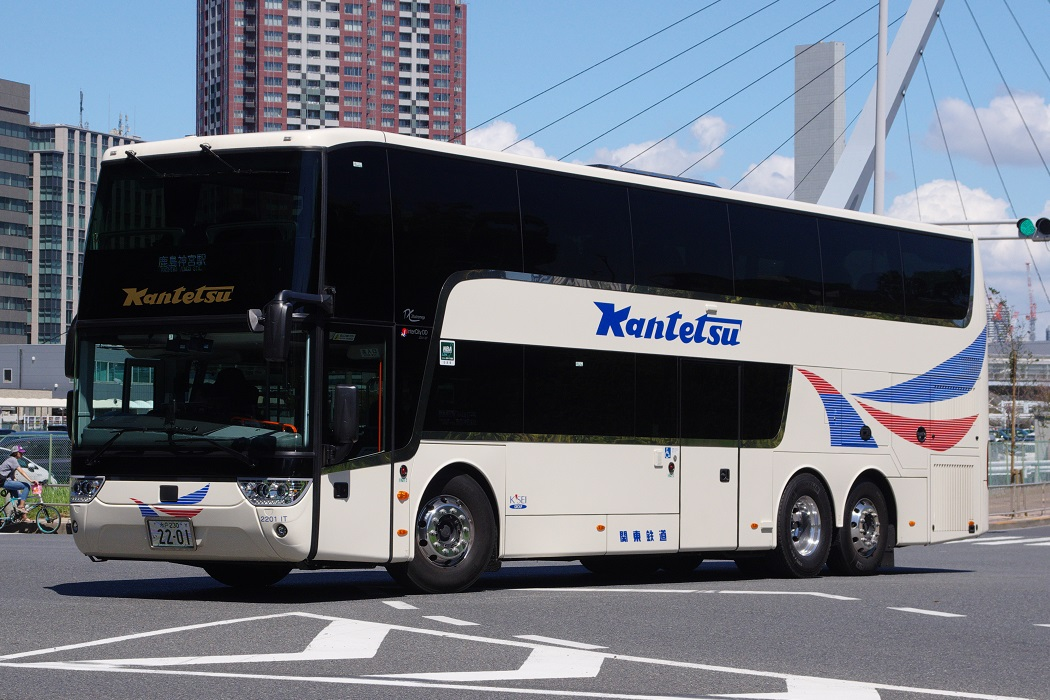
東京テレポート線などで運用される高速車（アストロメガ・TDX24）